# فلاديمير ستيبانيا
فلاديمير ستيبانيا مواليد 8 مايو 1976 في تبليسي، الجمهورية الجورجية السوفيتية الاشتراكية، الاتحاد السوفيتي، هو لاعب كرة سلة جورجي سابق بدأ مسيرته الاحترافية في سنة 1995 حيث تم اختياره من قبل فريق سياتل سوبرسونيكس خلال الدرافت وحمل الرقم 5 و50 و11. يبلغ طوله 7 قدم 0 بوصة (2.1 م). اعتزل اللعب في 2004.

## فرق لعب لها
- سياتل سوبرسونيكس
- بروكلين نتس
- ميامي هيت
- بورتلاند ترايل بلايزرز

## إحصائيات المسيرة

### الموسم الاعتيادي
| السنة                                          | الفريق                 | لعب | بدأ | دقيقة | ميداني% | ثلاثية | حرة  | ارتداد | صنع | استلاب | تصدي | نقطة |
| ---------------------------------------------- | ---------------------- | --- | --- | ----- | ------- | ------ | ---- | ------ | --- | ------ | ---- | ---- |
| الدوري الأمريكي لكرة السلة للمحترفين 1998–99   | سياتل سوبرسونيكس       | 23  | 6   | 13.6  | .424    | .000   | .525 | 3.3    | 0.5 | 0.4    | 1.0  | 5.5  |
| الدوري الأمريكي لكرة السلة للمحترفين 1999–2000 | سياتل سوبرسونيكس       | 30  | 1   | 6.7   | .367    | .000   | .472 | 1.6    | 0.1 | 0.3    | 0.4  | 2.5  |
| الدوري الأمريكي لكرة السلة للمحترفين 2000–01   | بروكلين نتس            | 29  | 0   | 9.7   | .318    | .250   | .735 | 3.8    | 0.6 | 0.3    | 0.4  | 2.8  |
| الدوري الأمريكي لكرة السلة للمحترفين 2001–02   | ميامي هيت              | 67  | 4   | 13.2  | .470    | .500   | .481 | 4.0    | 0.2 | 0.4    | 0.7  | 4.3  |
| الدوري الأمريكي لكرة السلة للمحترفين 2002–03   | ميامي هيت              | 79  | 6   | 20.2  | .433    | .000   | .530 | 7.0    | 0.3 | 0.6    | 0.5  | 5.6  |
| الدوري الأمريكي لكرة السلة للمحترفين 2003–04   | بورتلاند ترايل بلايزرز | 42  | 2   | 10.8  | .417    | .000   | .611 | 3.0    | 0.5 | 0.3    | 0.4  | 2.6  |
| المسيرة                                        |                        | 270 | 19  | 13.8  | .425    | .133   | .536 | 4.3    | 0.3 | 0.4    | 0.5  | 4.1  |

## روابط خارجية
- فلاديمير ستيبانيا على موقع الاتحاد الدولي لكرة السلة (الإنجليزية)
- فلاديمير ستيبانيا على موقع إن بي أي (الإنجليزية)
- فلاديمير ستيبانيا على موقع سبورتس رفرنس (الإنجليزية)
- فلاديمير ستيبانيا على موقع كرة السلة الأوروبية.كوم (الإنجليزية)
- فلاديمير ستيبانيا على موقع ريلجم (الإنجليزية)
- فلاديمير ستيبانيا على موقع بروبوليرز (الإنجليزية)